# Prima lega della Repubblica Serba di Bosnia ed Erzegovina
La Prima lega della Repubblica Serba di Bosnia ed Erzegovina (in serbo: Prva liga Republike Srpske u košarci), denominata Meridianbet Prva muška liga RS per motivi di sponsorizzazione, è una competizione di pallacanestro professionistica maschile di primo livello nella Republika Srpska, Bosnia ed Erzegovina. Essa rappresenta una delle tre divisioni regionali di secondo livello in Bosnia ed Erzegovina.
Prima della creazione della Lega della Republika Srpska, le squadre di questa regione partecipavano ai campionati della Repubblica Federale di Jugoslavia e della SFR Jugoslavia.
La Prima Lega, gestita dalla Federazione di pallacanestro della Republika Srpska, conta 13 squadre. Il Borac Banja Luka detiene il record per il maggior numero di titoli, con nove.

## Storia
Dopo lo scioglimento della Lega della Repubblica Socialista Federale di Jugoslavia nel 1992, il Borac Banja Luka disputò la Prima Divisione della Repubblica Federale di Jugoslavia nella stagione 1992-93. Tuttavia, il Borac giocò le sue partite casalinghe a Ruma e Jagodina. Oltre alle competizioni jugoslave, si svolsero anche tornei nella Republika Srpska. Il 16 e 17 ottobre 1993 si tenne a Banja Luka il torneo finale del campionato della Republika Srpska. Con le vittorie su Semberija (100-62) e Orlovi (101-93), il Borac si laureò primo campione della Republika Srpska.

## Sistema di competizione
Il campionato si articola in due fasi:
- Prima fase

Questa fase corrisponde alla stagione regolare del torneo, che si disputa con un sistema a doppio girone all'italiana (una partita in casa e una in trasferta).
- Seconda fase (Play-Off)

Questa fase coinvolge le quattro squadre meglio classificate al termine della stagione regolare. Il vincitore dei Play-Off si laurea campione della Republika Srpska e ottiene un posto nell Campionato della Bosnia ed Erzegovina. In base alla loro posizione nel Campionato della Bosnia ed Erzegovina, i club della Republika Srpska possono anche qualificarsi per la Lega Adriatica.

## Club attuali
Di seguito è riportato l'elenco dei club per la stagione 2024-25.
| Club             | Città      | Luogo                           |
| ---------------- | ---------- | ------------------------------- |
| Akademac         | Banja Luka | JU SC Borik                     |
| Bratunac         | Bratunac   | SD Bratunac                     |
| Budućnost        | Bijeljina  | OŠ Vuk Karadžić                 |
| Drina Princip    | Zvornik    | JU RSC Zvornik                  |
| HEO Bileća       | Bileća     | SD Tijana Bošković              |
| Prijedor Spartak | Prijedor   | SD Mladost                      |
| Radnik BNB       | Bijeljina  | OŠ Vuk Karadžić                 |
| Rogatica         | Rogatica   | SD Rogatica                     |
| Sloboda 73       | Novi Grad  | SD Novi Grad                    |
| Stars Basket     | Novi Grad  | SD Novi Gead                    |
| Stars Basket     | Gradiška   | SD Arena                        |
| Student Igokea   | Banja Luka | SD Nenad Baštinac Aleksandrovac |
| Sutjeska         | Foča       | SD Foča                         |
| Varda HE         | Višegrad   | SD Višegrad                     |

## Stagioni
| Stagioni | Campione                    | Vice campione               | Risultato |
| 1993     | KK Borac Borovica           | KK Orlovi                   | 101-93    |
| 1994-95  | KK Borac                    |                             |           |
| 1995-96  | KK Borac Nektar             | Košarkaški klub Igokea      | 125-69    |
| 1996-97  | KK Borac Nektar             |                             |           |
| 1997-98  | KK Borac Nektar             | KK Leotar                   | 2-0       |
| 1998-99  | KK Borac Nektar             | KK Doboj putevi Modriča     | 2-0       |
| 1999-00  | KK Igokea                   | KK Borac Nektar             | 2-1       |
| 2000-01  | KK Igokea                   | KK Borac Nektar             | 2-0       |
| 2001-02  | KK Borac Nektar             | KK Igokea                   | 2-0       |
| 2002-03  | KK Leotar                   | KK Rudar Ugljevik           | 2-0       |
| 2003-04  | KK Radnik Bijeljina         | KK Rudar Ugljevik           | 2-1       |
| 2004-05  | KK Rudar Ugljevik           | KK Slavija Istočno Sarajevo | 2-1       |
| 2005-06  | KK Slavija Istočno Sarajevo | KK Drina Birač              | 2-1       |
| 2006-07  | KK Slavija Istočno Sarajevo | KK Mladost Mrkonjić Grad    | 2-1       |
| 2007-08  | KK Mladost Mrkonjić Grad    | KK Radnik Bijeljina         | 2-0       |
| 2008-09  | KK Sutjeska Foča            | KK Bratunac Mins            | 2-1       |
| 2009-10  | KK Varda HE                 | KK Servicijum               | 2-1       |
| 2010-11  | KK Servicijum               | KK Sutjeska Foča            | 2-0       |
| 2011-12  | KK Radnik BN Basket         | KK Građanski Bijeljina      | 2-0       |
| 2012-13  | KK Građanski Bijeljina      | KK HEO                      | 2-0       |
| 2013-14  | KK HEO                      | KK Sutjeska Foča            | 2-1       |
| 2014-15  | KK Radnik BN Basket         | KK Rogatica                 | 2-1       |
| 2015-16  | KK Prijedor                 | KK Student                  | 3-1       |
| 2016-17  | KK Radnik BN Basket         | KK Sutjeska Foča            | 3-2       |
| 2017-18  | KK Bratunac                 | OKK Borac Banja Luka        | 3-1       |
| 2018-19  | KK Leotar                   | OKK Borac Banja Luka        | 3-2       |
| 2019-00  | KK Borac Nektar             |                             |           |
| 2020-21  | KK Radnik BN Basket         | OKK Drina Princip           | 3-2       |
| 2021-22  | KK Budućnost BN             | KK Slavija Istočno Sarajevo | 3-1       |
| 2022-23  | KK Prijedor Spartak         | KK Rogatica                 | 3-1       |
| 2023-24  | KK Jahorina                 | Budućnost Profi             | 3-0       |

## Vittorie per club
| Club                        | Città         | Titolo | Anno                                                                         |
| --------------------------- | ------------- | ------ | ---------------------------------------------------------------------------- |
| KK Borac Nektar             | Banja Luka    | 9      | 1993, 1994/95, 1995/96, 1996/97, 1997/98, 1998/99, 2001/02, 2006/07, 2019/20 |
| KK Radnik Bijeljina         | Bijeljina     | 5      | 2003/04, 2011/12, 2014/15, 2016/17, 2020/21                                  |
| KK Igokea                   | Laktaši       | 2      | 1999/00, 2000/01                                                             |
| KK Leotar                   | Trebinje      | 2      | 2002/03, 2018/19                                                             |
| KK Prijedor                 | Prijedor      | 2      | 2015/16, 2022/23                                                             |
| KK Rudar Ugljevik           | Ugljevik      | 1      | 2004/05                                                                      |
| KK Slavija Istočno Sarajevo | Sarajevo Est  | 1      | 2004/05                                                                      |
| KK Mladost Mrkonjić Grad    | Mrkonjić Grad | 1      | 2007/08                                                                      |
| KK Sutjeska Foča            | Foča          | 1      | 2008/09                                                                      |
| KK Varda HE                 | Višegrad      | 1      | 2009/10                                                                      |
| KK Servicijum               | Gradiška      | 1      | 2010/11                                                                      |
| KK Građanski Bijeljina      | Bijeljina     | 1      | 2012/13                                                                      |
| KK HEO                      | Bileća        | 1      | 2013/14                                                                      |
| KK Bratunac                 | Bratunac      | 1      | 2017/18                                                                      |
| KK Budućnost BN             | Bijeljina     | 1      | 2021/22                                                                      |
| KK Jahorina                 | Pale          | 1      | 2023/24                                                                      |